# Президентські вибори в Хорватії 2024—2025
Восьмі президентські вибори в Хорватії — чергові вибори Президента Республіки Хорватія, перший тур яких відбувся 29 грудня 2024, а другий — 12 січня 2025. На виборах переміг чинний президент Зоран Міланович, який, набравши у другому турі 75% голосів, здобув право обійняти цю посаду вдруге поспіль.

## Перебіг
У першому турі виборів балотувалися вісім кандидатів. Перше місце посів чинний президент Хорватії Зоран Міланович, виборовши 49,1% голосів, згідно з оприлюдненими Державною виборчою комісією результатами, зібраними майже з усіх виборчих дільниць. Його підтримували опозиційні ліві соціал-демократи. Йому не вистачило 1% для остаточної перемоги вже в першому турі попри те, що екзит-поли відразу після закриття виборчих дільниць 29 грудня засвідчили, що Міланович набирає понад 50 відсотків голосів. На друге місце вийшов колишній міністр освіти Драган Приморац, за якого проголосували 19,35% тих, хто взяв участь у виборах. Його підтримувала правляча консервативна партія ХДС. Приморац обіймав посаду міністра освіти у 2003—2009 роках і балотувався на президентських виборах 2009 року. Протягом цієї кампанії обидва кандидати позиціонували себе як незалежні.
У другому турі, за даними перших екзит-полів, чинний глава держави набрав майже 78% голосів, а його суперник Драган Приморац здобув підтримку понад 22% виборців.

## Результати
Після збору та обробки результатів голосування з усіх 6 755 виборчих дільниць, на яких зареєстровано 3 533 441 виборець, з'ясовано, що проголосувало 1 561 223 виборці, або 44,18%. Визнано дійсними 1 503 611 бюлетенів або 96,33%, недійсними — 57 209 бюлетенів, або 3,67%. Зоран Міланович набрав 1 122 859 голосів, а Драган Приморац — 380 752 голоси.

## Виноски
1. 1 2 3  На президентських виборах 2019—2020 рр. обраний як кандидат від СДПХ, але ст. 96 Конституції забороняє партійне членство на час президентських повноважень, тому він балотується як незалежний кандидат, що неофіційно пов'язаний з СДПХ.